# Detlev Lais

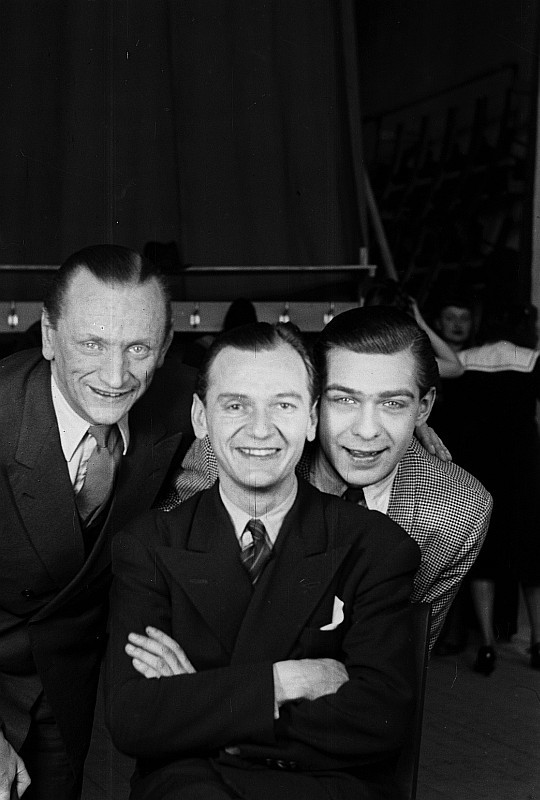
Detlev Lais (m.) mit Peter Rebhuhn (l.) und Bully Buhlan (r.), 1946

Detlev Augustus Lais (* 11. Juni 1911 in Frankfurt am Main; † 1978 in East Sussex, England) war ein deutscher Saxophonist und Schlagersänger.

## Leben
Lais verbrachte seine Jugend in Köln, wo sein Vater als Bankdirektor tätig war. Hier besuchte er die Musikhochschule und lernte dort Geige. Ab 1934 spielte er in Berlin im Orchester von Eugen Wolff, seit 1938 war er Mitglied in Kurt Hohenbergers Orchester und spielt Tenorsaxophon und Klarinette. 1943 bis 1945 war er Tenorsaxophonist beim Deutschen Tanz- und Unterhaltungsorchester. Er war Saxophonist in den großen Big-Bands in Berlin, so bei Walter Dobschinski, Kurt Widmann, Willy Berking und Freddie Brocksieper. Im Bereich des Jazz war er zwischen 1933 und 1952 an 133 Aufnahmesessions beteiligt.
Danach trat Lais 1945 bis 1954 als Schlagersänger auf. Er sang als Solist und im Duo mit Anneliese Rothenberger und sehr häufig mit Renée Franke. „Eine Weiße Hochzeitskutsche“ (1952) ist einer der bekanntesten Schlager von Detlev Lais und Renée Franke. Nach 1954 spielte er in verschiedenen Jazzformationen das Tenorsaxophon. Als Saxophonist nahm er mit Kurt Hohenberger, Kurt Henkels, Lutz Templin, dem Radio Berlin Tanzorchester, Kurt Widmann (Symphony) und Eugen Wolff auf.
Er spielte in den Filmen An jedem Finger Zehn (1953), Schlagerparade (1953) und Die Beine von Dolores (1957). Außerdem komponierte er die Lieder Lauter süße Sachen und Wie ein Praline. Die Texte dieser Lieder schrieb Walter Rothenburg.
Der Titel Wenn ich dich seh war Schlager des Jahres 1945. Der Titel La-Le-Lu mit Anneliese Rothenberger im Duett war Schlager des Jahres 1950. Seine letzte Plattenaufnahme The Story of Tina entstand am 23. Januar 1957 für Polydor.

## Schlager von/mit Detlev Lais
- 1946: Morgen scheint wieder die Sonne
- 1946: Servus Baby
- 1947: Schade um die Zeit
- 1947: Nanu, du machst heut so auf Liebe
- 1947: Auf einer Bank
- 1947: Ich küsse ihre Hand, Madame
- 1947: Ramona
- 1947: Wenn ich dich seh
- 1948: Es war einmal eine Liebe
- 1948: Negermamas Wiegenlied
- 1948: Mexikanische Serenade (South of the Border)
- 1948: Kleines Liebelied
- 1948: Besame Mucho
- 1948: Gisela (Hallo kleines Fräulein)
- 1949: Echo
- 1949: Ein kleiner Sonnenstrahl
- 1949: Der Laternenanzünder
- 1949: Schau mich bitte nicht so an (La Vie en Rose)
- 1950: Carolina
- 1950: Ein Wandersmann
- 1950: Wer weiß, wer weiß, wer weiß
- 1950: Wenn die Glocken hell erklingen
- 1950: Bolero
- 1950: La-Le-Lu (mit Anneliese Rothenberger)
- 1950: Im Café de La Paix in Paris (mit Anneliese Rothenberger)
- 1950: Eine weiße Rose (mit Renée Franke)
- 1950: Heimatglocken (mit Renée Franke)
- 1950: Wilhelmina
- 1951: Eine weiße Hochzeitskutsche (mit Renée Franke)
- 1951: Das machen nur die Beine von Dolores (mit Friedel Hensch und den Cyprys)
- 1951: Liebe ist ja nur ein Märchen
- 1951: Für die ganze Welt verloren (mit Renée Franke)
- 1951: Mona Lisa
- 1951: Die Nacht ist voller Zärtlichkeit (mit Renée Franke)
- 1951: Seid nett zueinander (mit Renée Franke)
- 1951: Abends in Santa Lucia (mit Renée Franke)
- 1952: Du bist die Liebe (mit Renée Franke)
- 1952: Die alte Nähmaschine (mit Renée Franke)
- 1952: Und die Großmama wiegt leise (mit Renée Franke)
- 1952: Vis-à-vis, cher ami (mit Renée Franke)
- 1953: Es wird ja alles wieder gut
- 1953: Leg deine Hand in meine Hand (mit Renée Franke)
- 1953: Wirst du wirklich auf mich warten (mit Renée Franke)
- 1953: Es ist so wunderschön (mit Renée Franke)
- 1953: Immer wieder (mit Renée Franke)
- 1953: Zwei Herzen wandern in die weite Welt (mit Renée Franke)
- 1953: Juanita
- 1953: Lass mich heut mit meiner Liebe nicht allein
- 1954: Wunderschöne Carmen

## Lexikalische Einträge
- Jürgen Wölfer: Jazz in Deutschland. Das Lexikon. Alle Musiker und Plattenfirmen von 1920 bis heute. Hannibal, Höfen 2008, ISBN 978-3-85445-274-4.